# Bohuslav Vítek
Bohuslav Vítek (* 27. listopadu 1943, Litomyšl) je český muzikolog, publicista, dramaturg a pedagog.
Po studiích v Pardubicích (1960–1964) studoval na Filozofické fakultě Karlovy univerzity v Praze, obor hudební věda (ukončen doktorátem v roce 1984). Od roku 1978 byl zaměstnán v Komorní filharmonii v Pardubicích nejprve jako dramaturg a od roku 1985 do 1990 jako její ředitel. Zároveň v letech 1990–1993 působil jako pedagog Konzervatoře v Pardubicích, mezi roky 1990–2000 pak coby dramaturg Symfonického orchestru hl. m. Prahy FOK. Stal se také vedoucím redaktorem redakce vážné hudby stanice Český rozhlas 3 Vltava. Dnes[kdy?] je tam externím redaktorem. Současně stále působí jako externí pedagog pardubické konzervatoře a lektor dramaturgie Komorní filharmonie Pardubice.